# Бриниця (Опольський повіт)
Бриниця (пол. Brynica) — село в Польщі, у гміні Лубняни Опольського повіту Опольського воєводства.
Населення — 1292 особи (2011).

## Географія
Селом протікає річка Бриниця.

## Демографія
Демографічна структура станом на 31 березня 2011 року:
|          | Загалом | Допрацездатний вік | Працездатний вік | Постпрацездатний вік |
| -------- | ------- | ------------------ | ---------------- | -------------------- |
| Чоловіки | 633     | 107                | 452              | 74                   |
| Жінки    | 659     | 102                | 418              | 139                  |
| Разом    | 1292    | 209                | 870              | 213                  |